# Station Opole Grotowice
Station Opole Grotowice is een spoorwegstation in de Poolse plaats Opole.